# Renault Mégane E-Tech
Renault Mégane E-Tech Electric — акумуляторно-електричний малорозмірний кросовер, який виробляється французьким виробником автомобілів Renault з 2022 року. Використовуючи шильдику Mégane, автомобіль є першою моделлю Renault на базі спеціальної платформи для електромобілів під назвою CMF-EV. Він за розміром схожий з Captur, але спеціальна платформа для електромобілів дозволяє збільшити колісну базу та збільшити розмір салону. Виробнича версія була представлена на автосалоні IAA 2021 у Мюнхені у вересні 2021 року, тоді як продажі в Європі почалися у травні 2022 року.

## Опис

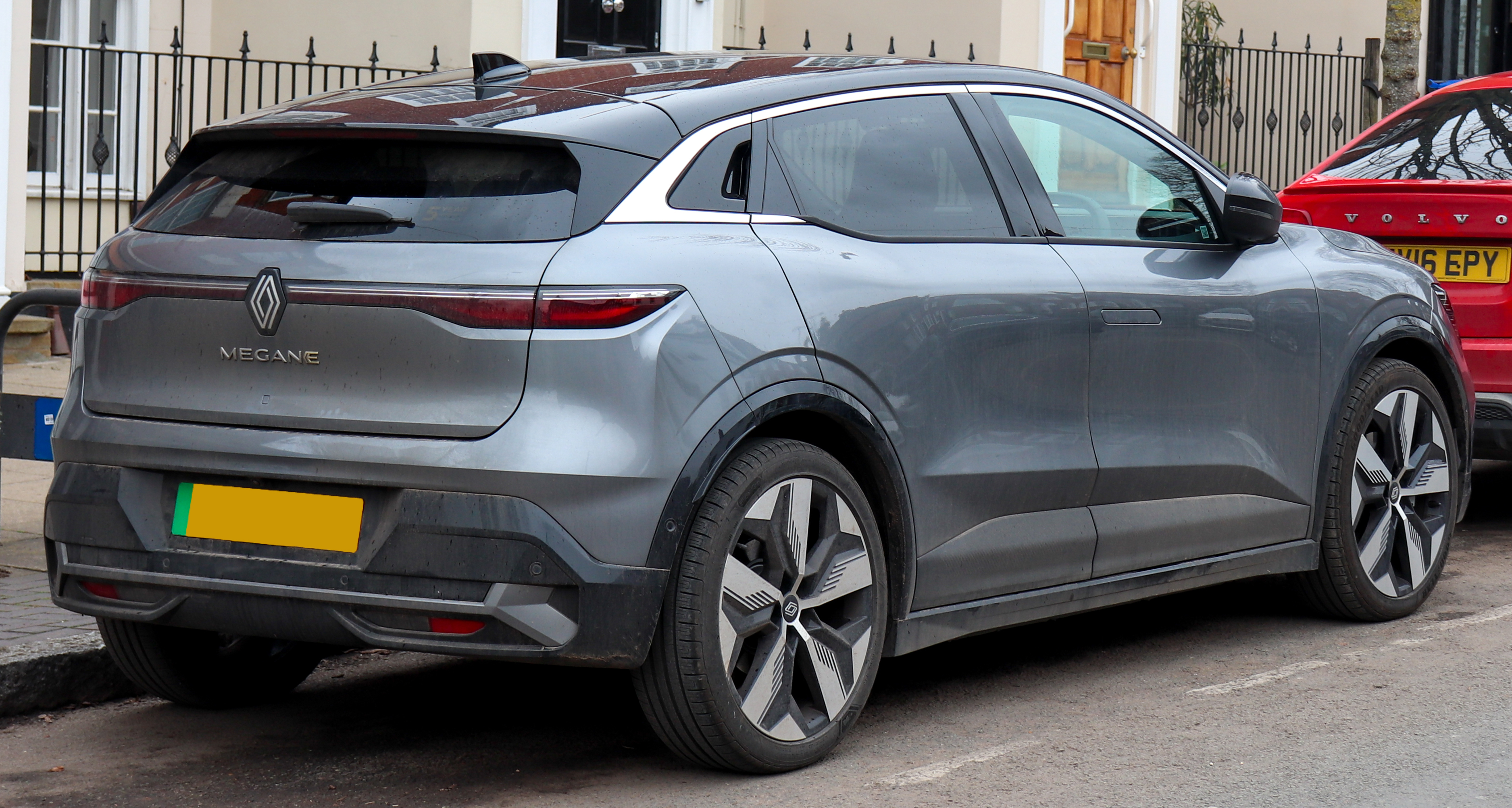
Renault Megane E-Tech

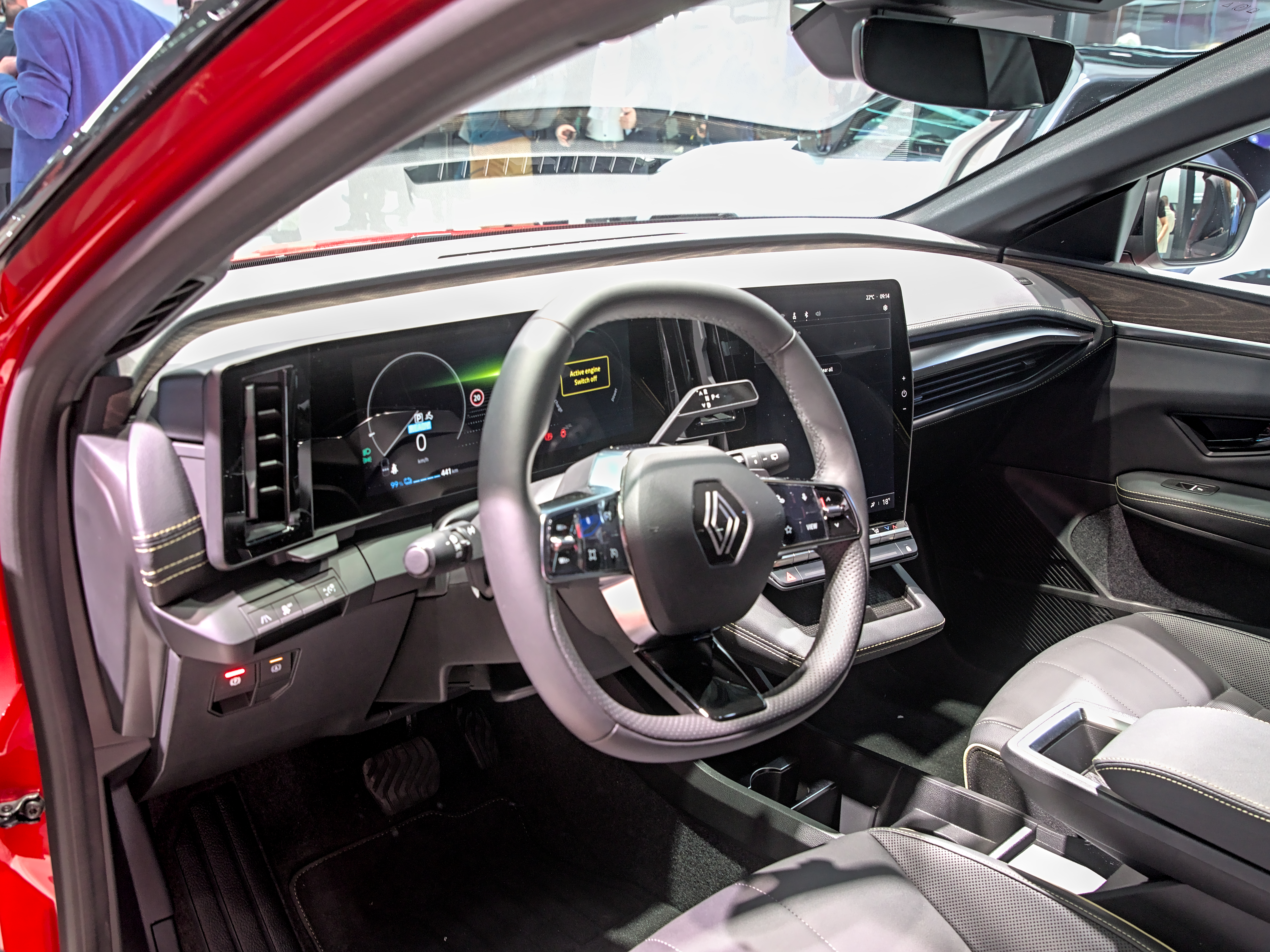

Електромобіль був попередньо представлений у вигляді концептуального автомобіля Mégane eVision, у жовтні 2020 року, після чого відбувся попередній перегляд майже серійного прототипу в червні 2021 року.
Передньоприводний автомобіль використовує тонкий акумулятор на 60 кВт·год, сумісний зі швидкістю швидкої зарядки до 130 кВт, що дозволяє йому повернути запас ходу на 200 км за 30 хвилин. Електродвигун видає 160 кВт (215 к. с.) і 300 Нм крутного моменту, забезпечуючи прискорення від нуля до 100 км/год за 8 секунд.
Тест Euro NCAP оцінено на 5 зірок.

## Модифікації
- EV40: потужність 130 к. с., крутний момент 250 Н·м, батарея 40 кВт·год, запас ходу (WLTP) 300 км
- EV60: потужність 218 к. с., крутний момент 300 Н·м, батарея 60 кВт·год, запас ходу (WLTP) 450 км

## Продажі
| Рік  | Загальний обсяг виробництва |
| ---- | --------------------------- |
| 2022 | 25,680                      |
| 2023 | 54,629                      |

## Концепт-кар

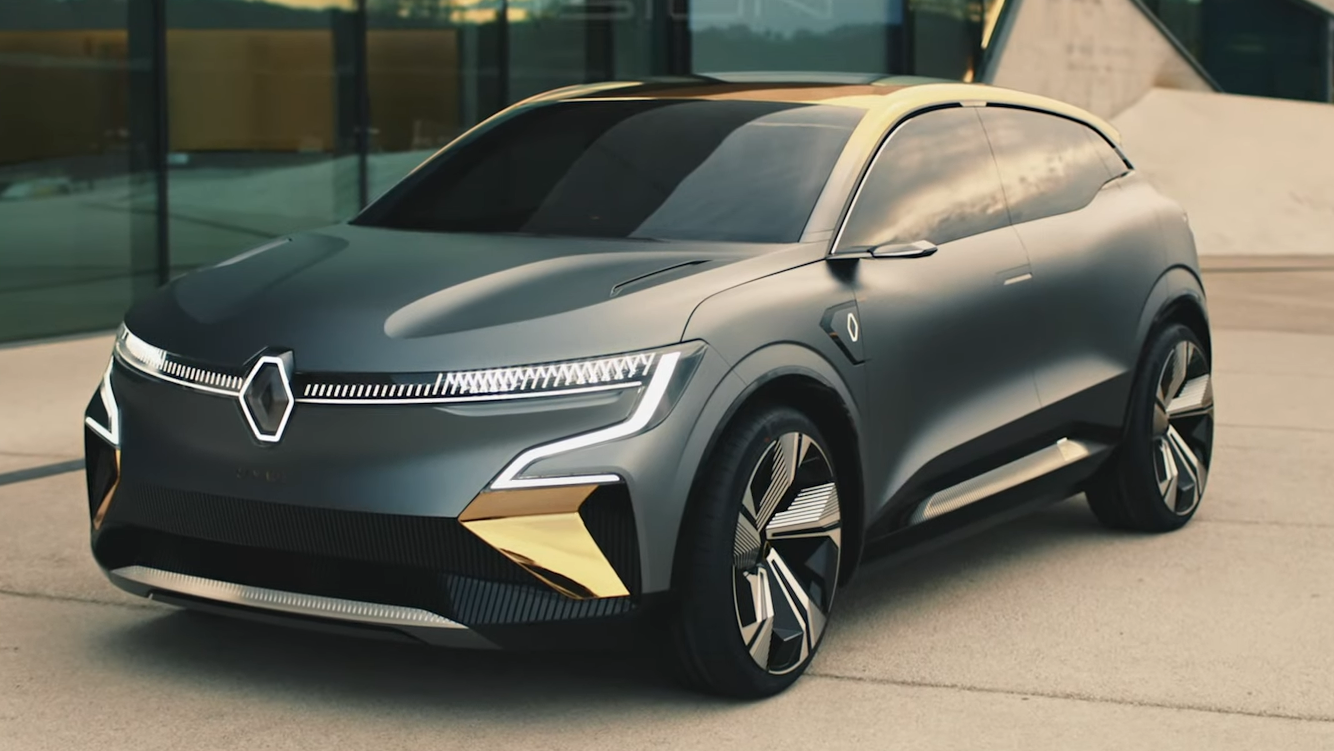
Renault Megane eVision (2020)

Прообразом Renault Megane E-Tech Electric став концепт-кар Renault Megane eVision, представлений у жовтні 2020 року.